# Collodio umido
Con il nome collodio umido si indicano quei procedimenti fotografici storici che utilizzavano il collodio come legante per emulsioni fotosensibili. 

## Caratteristiche
Si tratta dell'ambrotipo, inventato da Frederick Scott Archer nel 1852 e del ferrotipo, introdotto da Hamilton Smith nel 1856. 
Il termine "umido" veniva utilizzato perché in questi processi i supporti fotosensibili dovevano essere esposti quand'erano ancora umidi, cioè appena preparati. 
Dopo essere stata immersa nella soluzione di collodio e ioduro, la lastra veniva esposta alla luce per creare un'immagine. Una volta esposta, la lastra doveva essere sviluppata immediatamente, il che rendeva il processo più complesso rispetto a quello della dagherrotipia o della calotipia. 
Questa tecnica ha permesso di ottenere immagini di qualità superiore e con un tempo di esposizione relativamente più breve rispetto ai metodi precedenti. Inoltre, poiché le lastre potevano essere riprodotte, il collodio umido segnò una tappa fondamentale nello sviluppo della fotografia moderna.
Il termine "umido" verrà utilizzato più frequentemente in seguito, per distinguere questi processi da quelli che adottarono le prime emulsioni in gelatina, che invece consentivano un utilizzo dei materiali fotografici a secco.